# Workingman's Dead
| 전문가 평가                   | 전문가 평가 |
| 평가 점수                     | 평가 점수   |
| 출처                          | 점수        |
| ----------------------------- | ----------- |
| AllMusic                      | [ 1 ]       |
| American Songwriter           | [ 2 ]       |
| Christgau's Record Guide      | A           |
| Pitchfork                     | 9.1/10      |
| Rolling Stone                 | [ 5 ]       |
| Encyclopedia of Popular Music | [ 6 ]       |

《Workingman's Dead》는 미국의 록 밴드 그레이트풀 데드의 네 번째 스튜디오 음반이다. 1970년 2월에 녹음되었고 원래는 1970년 6월 14일에 발매되었다. 이 음반과 스튜디오 후속작인 《American Beauty》는 제리 가르시아와 로버트 헌터의 아메리카나 스타일 송크래프트를 선호하는 이전 음반들의 사이키델릭 실험을 피하면서 비슷한 스타일을 사용하여 연속적으로 녹음되었다.
2003년 이 음반은 《롤링 스톤》의 역사상 가장 위대한 음반 500장 목록에서 262위, 2012년 개정 목록에서 264위, 2020년 목록에서 409위에 올랐다.

## 녹음
밴드는 샌프란시스코의 퍼시픽 하이 레코딩 스튜디오에서 9일간 녹음을 했다. 이전 두 장의 스튜디오 음반에 필요한 세션이 길어지자, 제리 가르시아는 "3주 안에 모든 것을 끝내고 그것을 완전히 없애버리자"고 제안했다. 《Aoxomoxoa》를 녹음하는 동안 누적된 빚을 피하려고 노력하는 것 외에도, 밴드는 감옥에 갈 수도 있었던 최근 뉴올리언스에서 발생한 마약 범죄의 스트레스를 다루고 있었다. 게다가 그들은 곧 해고될 매니저인 레니 하트(드러머 미키 하트의 아버지)를 찾기 위해 투어에서 돌아왔고, 조직 내 다른 누구에게도 책을 보여주기를 거부했다. 가르시아는 인터뷰에서 "이 모든 불리한 일들이 일어나고 있는 가운데... 이 음반을 녹음한 것은 분명 상급이었다"라고 말했다.

## 곡 목록
모든 곡들은 특별한 언급이 없는 한 제리 가르시아와 로버트 헌터에 의해 작사/작곡하였다.
| #  | 제목                    | 재생 시간 |
| -- | ----------------------- | --------- |
| 1. | 〈Uncle John's Band〉   | 4:42      |
| 2. | 〈High Time〉           | 5:13      |
| 3. | 〈Dire Wolf〉           | 3:13      |
| 4. | 〈New Speedway Boogie〉 | 4:05      |

| #  | 제목                 | 작사·작곡               | 재생 시간 |
| -- | -------------------- | ----------------------- | --------- |
| 1. | 〈Cumberland Blues〉 | 가르시아, 헌터, 필 레시 | 3:15      |
| 2. | 〈Black Peter〉      |                         | 5:42      |
| 3. | 〈Easy Wind〉        | 헌터                    | 4:59      |
| 4. | 〈Casey Jones〉      |                         | 4:24      |